# Elias Gistelinck
Elias Gistelinck (* 27. Mai 1935 in Beveren-Leie; † 25. März 2005 in Huldenberg) war ein belgischer  Komponist, Trompeter und Musikproduzent.

## Leben und Wirken
Gistelinck begann im Alter von 15 Jahren, am Königlichen Konservatorium Brüssel Trompete, Kammermusik, Harmonielehre und Kontrapunkt zu studieren. Bereits im Alter von siebzehn Jahren spielte Gistelinck Trompete im Nationalorchester von Belgien. 1953 war er Preisträger des internationalen Musikwettbewerbs in München. Er setzte sein Studium am Conservatoire national supérieur de musique et de danse de Paris fort. 1962 nahm er an den Darmstädter Ferienkursen teil. Auch tourte er als Trompeter mit einem Jazzorchester durch Europa.
Ab 1961 arbeitete Gistelinck für den Belgische Radio- en Televisieomroep, zunächst als freiberuflicher Assistent und später als erster Produzent des Klassikprogramms Radio 3 (bis 1994). Dort förderte er belgische Komponisten und belgische Musikproduktionen, aber auch den Jazz, u. a. als Produzent des BRT Jazz Orchestra unter der Leitung von Etienne Verschueren. 1969 gründete er das Musikfestival Jazz Middelheim, das er langjährig leitete.
Gistelinck schrieb zahlreiche Kompositionen für Kammerbesetzungen und Sinfonieorchester, wobei er zeitweise dem Third Stream angehörte. Einige seiner Werke wurden auch auf Schallplatte bzw. CD veröffentlicht.
Der Jazzsänger David Linx und der Arrangeur/Produzent Peter Gistelinck gehören zu seinen Kindern.

## Preise und Auszeichnungen
Für sein Engagement zur Förderung der belgischen Musik erhielt Gistelinck den Fuga-Preis. Weiterhin erhielt er u. a. den Preis der belgischen Musikpresse und den belgischen Kunstförderpreis. Für sein auf Dichtungen von Léopold Sédar Senghor beruhendes Werk Ndessé ou Blues, das er als Produktion des belgischen Rundfunks realisieren konnte, wurde ihm 1969 der Prix Italia der RAI in der Kategorie „musikalische Kompositionen mit Wörtern“ zugesprochen. In Frankreich wurde er für sein Gesamtwerk mit dem Prix de la Fondation de France ausgezeichnet.

## Werke (Auswahl)
- Five Portraits für Klarinette solo (1965, für Bill Smith)
- Wai (1967) für Flügelhorn, Altsaxophon, Tenorsaxophon und Jazzorchester
- Small cantata for Jeanne Lee für 15 Instrumente (1968)
- Ndessé ou Blues für Rezitativ, Jazztrio, Jazzorchester und Sinfonieorchester (1969)
- Three Middelheim Sculptures (1972) für Trompete, Bass, Schlagzeug und Gruppe
- Kleine treurmuziek voor Che Op. 22 (1974) für Flöte und en Piano oder Geige und Pianoe oder Piano solo
- Funeral Music for Ptah IV (1975), für Geige, Cello und Piano
- Elegie voor Jan Op. 27 (1976) für Kammerorchester
- Drie bewegingen für Jazzquintet und Sinfonieorchester (1985)
- Eerste symfonie Op. 53 (1991), Orchesterwerk
- Tweede symfonie Op. 58 (1994), Orchesterwerk
- Music for Miles (1996)
- De Profundis Op. 62 (1999), für Orgel
- Three little compositions for Marc Sleen (1995), Kammermusik
- Klarinetkwintet (2001)

## Diskographische Hinweise
- Ndessé ou Blues (Alpha Brussels, 1975; mit Paul Roland, Palle Mikkelborg, Barre Phillips, Stu Martin, Jazzorkest van de BRT, Kamerorkest van de BRT)
- Ptah IV (René Gailly International Productions, 1986; mit Jenny Spanoghe, Viviane Spanoghe, André De Groote, Jan De Maeyer, Dirk De Caluwé)
- Music for René (René Gailly International Productions, 1995; mit Jenny Spanoghe, Daniel Blumenthal)

## Lexikalische Einträge
- H. Sabbe, Gistelinck, Elias in: J. Robijns & Miep Zijlstra (Hrsg.), Algemene Muziek Encyclopedie Teil 4, Unieboek 1980
- Cornell Mertens/Diana von Volborth-Danys, Gistelinck, Elias Grove Music Online